# 338-as főút (Magyarország)
A 338-as főút egy első ütemben 2014. október 31-én átadott másodrendű besorolású főút Magyarországon. A célja Nyíregyháza nyugati elkerülőjeként a  M3-as autópálya és a 38-as főút (illetve azon túl Nyírszőlős) összekötése a belváros tehermentesítésével.

## Története
2013. november 30-án rakták le a nyugati elkerülő alapkövét, melynek átadására 2014. október 31-én került sor. Az út Nyíregyházát nyugatról kerüli el, része a félkész Nyíregyháza-körgyűrűnek. A megépítendő 338-as főút első szakasza az M3-as autópályától a Kálmánházi útig tart.
A második ütemben a Kálmánházi út és a Tiszavasvári út közötti 4,5 km-es szakaszt 2015. október 28-án adták át a forgalomnak, így Nyíregyháza Nyugati Ipari Parkját is bekötötték az országos autópálya-hálózatába.
A harmadik szakasz a 36-os és a 38-as főút között épült ki, míg az utolsó szakasz az utóbbitól a város nyírszőlősi részéig tart. A két etap 2019. október 2-a óta van használatban. Ez utóbbi szakasz 2022-es állapot szerint – úgy tűnik – nem bír főúti besorolással, hanem mellékútként a 3813-as útszámozást viseli.